# Igreja do Salvador de Aveleda
A Igreja de São Salvador de Aveleda situa-se no Lugar da Igreja, na freguesia da Aveleda, Município de Lousada.
Declarada Imóvel de Interesse Público pelo DEC. nº. 95/78, DR 210 de 12 de Setembro de 1978, esta igreja integra a Rota do Românico do Vale do Sousa.
A Igreja é um testemunho da longa persistência das formas românicas na arquitectura medieval portuguesa. O portal ocidental apresenta elementos românicos muito tardios. O recorte das bases tem paralelos com outros exemplares do Vale do Sousa, como as Igrejas de São Vicente de Sousa, do Salvador de Unhão, Santa Maria de Airães, localizadas em Felgueiras, e São Gens de Boelhe, em Penafiel.
Os portais laterais, sem colunas, são sintoma de um românico já muito avançado no tempo. É mais correcto designar estes elementos de românico de resistência, tal é o aspecto tardio que patenteiam. Os cachorros lisos são outro sintoma de uma construção que dificilmente será anterior ao final do século XIII ou mesmo ao início do século XIV, embora a fundação da Igreja remonte aos séculos XI ou XII.
A sacristia, a capela-mor e a torre–sineira correspondem a reformas dos séculos XVII e XVIII.